# Quint Nasidi
Quint Nasidi, tot i que algunes fonts l'anomenen Luci Nasidi, (en llatí Quintus Nasidius o Lucius Nasidius) va ser un militar romà al que Gneu Pompeu va enviar l'any 49 aC amb una flota de setze vaixells a Marsella per aixecar el setge de la ciutat, que estava assetjada per les forces de Juli Cèsar dirigides per Dècim Juni Brut Albí. No ho va aconseguir, i després de ser derrotat per Brut va fugir a l'Àfrica on després sembla que va rebre el comandament de la flota pompeiana.
Quan Cèsar va conquerir Àfrica, Nasidi sembla que va fugir a Hispània, on va seguir els alts i baixos del partit pompeià, però per un temps desapareix de la història. Ciceró parla d'un L. Visidius, un cavaller romà que hauria col·laborat en la denúncia de la conspiració de Catilina, i alguns creuen que podria ser aquest Nasidi.
L'any 35 aC apareix com un dels principals oficials de Sext Pompeu, dels que van desertar al camp de Marc Antoni quan van veure molt dèbil la causa se Sext. Fidel a Marc Antoni durant la guerra contra Octavi va dirigir una part de la flota derrotada a Patres l'any 31 aC per Marc Vipsani Agripa, una mica abans de la decisiva batalla d'Àccium.